# Vitorino (mártir)
San Vitorino fue, según la tradición, ciudadano romano, hermano de San Claudio que era alcaide de los presos y tío de San Sinforiano, los cuales se convirtieron a la fe cristiana influidos por las predicaciones y milagros de San Sebastián (muerto en 288). Lo prendió en Roma Fabiano, prefecto de la ciudad, quien lo condenó a morir lanzado al mar atado con grandes pesas. Rescatado su cuerpo por los cristianos fue sepultado en las catacumbas de San Sebastián.
A lo largo de las diversas épocas históricas el nombre ha variado de San Vitorino a San Victorino y viceversa, seguramente por influencia de las modas impuestas por la propia Iglesia Católica.
En 1606 sus reliquias fueron traídas a España por el jesuita Hernando de la Bastida con autorización del papa Paulo V. En 1608 el confesor de la reina, Ricardo Haller, también de la Compañía de Jesús, las entregó en secreto al colegio jesuita de Arévalo. En 1609 el rector del colegio, Justo de Guervara, solicitó del ayuntamiento el embellecimiento del sepulcro y la celebración de procesiones y festejos. El día de la festividad quedó fijado en 7 de julio.
En los primeros documentos históricos estudiados, referidos a la solicitud y autorización para su proclamación como santo patrón de la entonces villa de Arévalo, el nombre utilizado es "Santo Bitorino". Posteriormente, y sobre todo a partir de finales del siglo XIX, el nombre que se utiliza es ya con "V" y se intercala una "c" quedando el nombre como Victorino.